# Riepjewka (wieś w rejonie nowospaskim)
Riepjewka (ros. Репьевка) – wieś (sieło) w Rosji, w obwodzie uljanowskim, w rejonie nowospaskim. W 2010 liczyła 1069 mieszkańców.